# Abraxas leucostola
Abraxas leucostola là một loài bướm đêm trong họ Geometridae.